# Letiště Mariánské Lázně
Letiště Mariánské Lázně je malé letiště v blízkosti Mariánských Lázní, v místní části Chotěnov-Skláře, v blízkosti Sklářů. V současnosti není využíváno.

## Předchozí letiště
V září roku 1919 založil Julius Arigi provizorní letiště na louce u Velké Hleďsebe, v blízkosti Kosího potoka. Na louce stál dřevěný hangár a Julius Arigi odtud létal se svým dvouplošníkem na různé reklamní, vyhlídkové a soukromé lety.
V roce 1921 založil Arigi společnost Bäder-Flugsgesellschaft, která začala budovat nové letiště v blízkosti nádraží, na nedalekých Panských polích. Letiště mělo plochu 7 ha a od roku 1925 zde létala pravidelná linka Praha–Mariánské Lázně.

## Letiště za první republiky

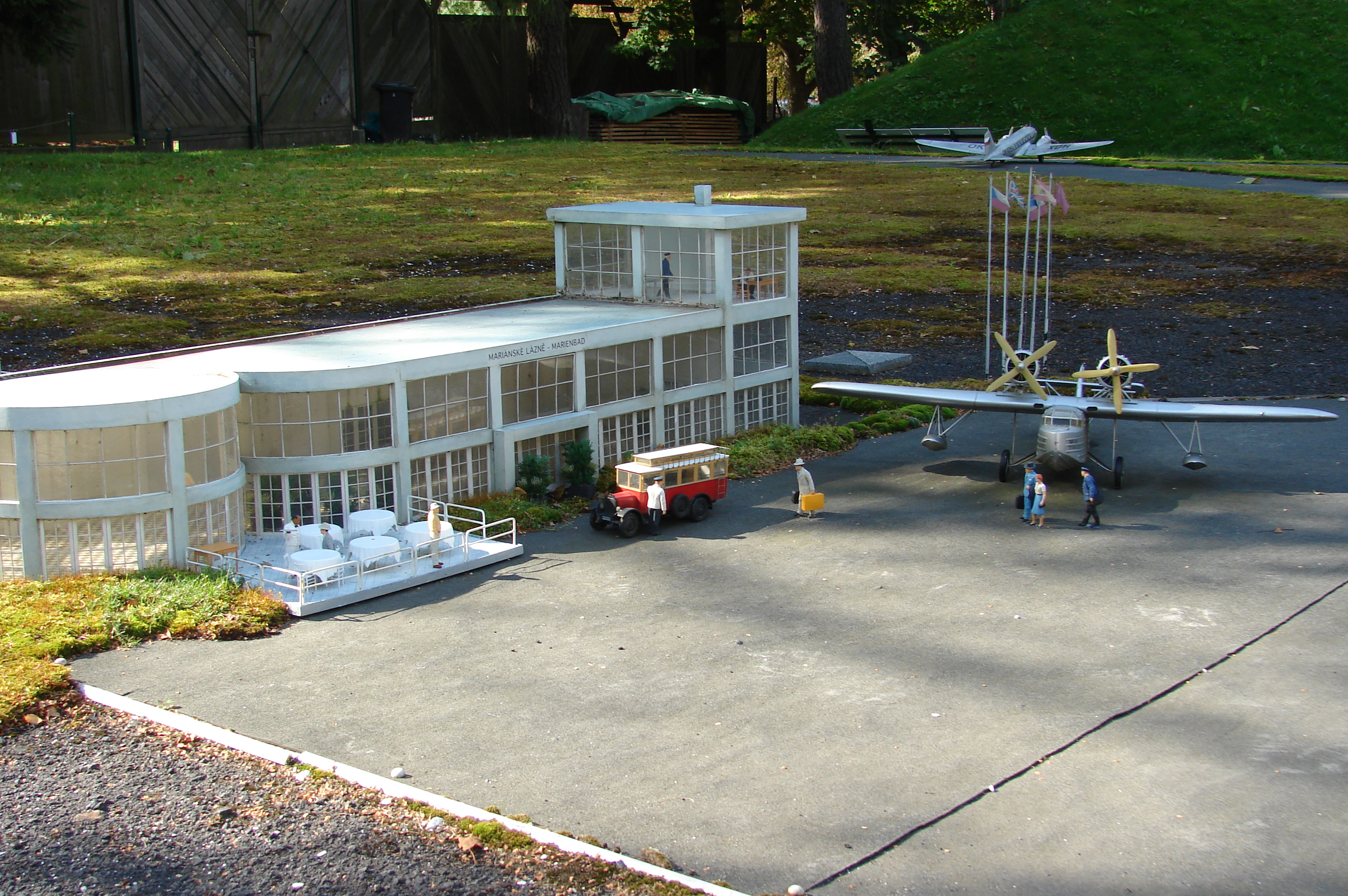
Model letištní haly v parku Boheminium

Výstavbu mezinárodního letiště ve Sklářích započalo město Mariánské Lázně spolu s československým státem v roce 1927. Vedle přistávací plochy o rozměrech 600×800 metrů, byla postavena betonová letištní hala od mariánskolázeňského architekta Karla Guta. V ní bylo ředitelství, sanitární centrum, rádiová a meteorologická stanice, celní expozitura, pošta a restaurace. Vedle letištní budovy byl postaven hangár. Do provozu bylo letiště uvedeno 4. července 1927 (časopis Hamelika uvádí 3. července).
Julius Arigi si vedle letiště postavil honosnou vilu, neboť očekával, že se stane ředitelem nového letiště, avšak Československé státní aerolinie jej nejmenovaly. Letiště bylo používáno jen po dobu lázeňské sezóny, tj. od května do září. Existovalo celkem 18 leteckých linek do hlavních měst evropských států.

## Letiště za druhé světové války

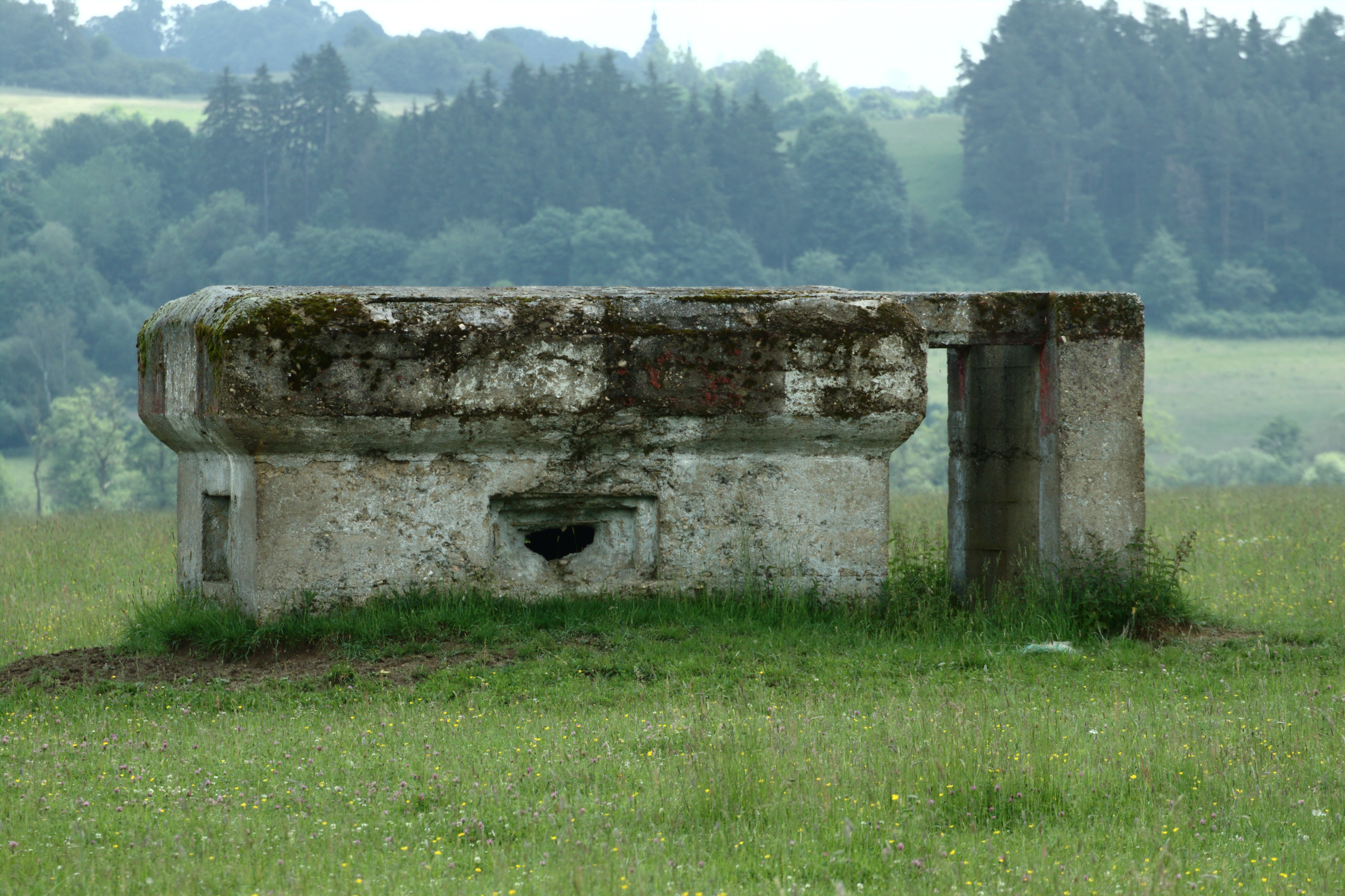
Bunkr, sloužící za války k obraně letiště

V říjnu 1939 začalo být letiště ve Sklářích používáno německou armádou k vojenským účelům. Po vypuknutí války letiště sloužilo jako pilotní škola „Deutsche Flugzeugsführerschule Marienbad“. Po roce 1940 byly na letišti budovány nové hangáry a výrobní haly pro výrobu radarů a radiostanic. Na konci války byly tyto výrobky ukryty do skladů, kde je našla americká armáda. V dubnu 1945 se letiště opakovaně stalo cílem náletů amerických letadel a na konci války bylo nepoužitelné. V květnu 1945 bylo letiště obsazeno americkou armádou a uzavřeno. Američané letiště používali až do listopadu 1945, kdy opouštěli Československo.

## Letiště po válce

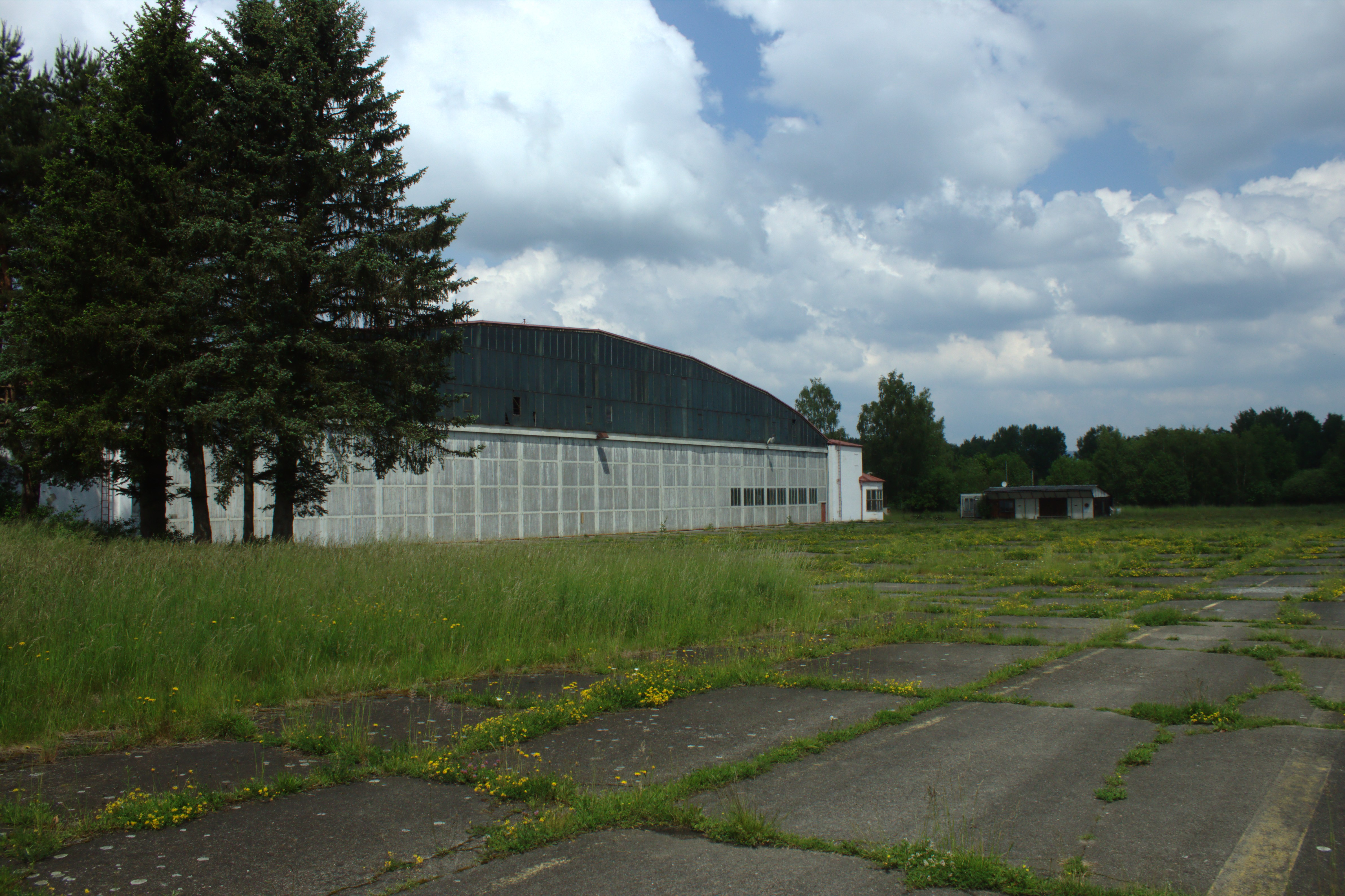
Letištní hangár v roce 2016

Po válce byl mezi letištěm a železniční tratí objeven hromadný hrob s asi 200 oběťmi. Těla byla exhumována a odvezena pryč ze Sklář. Hrob byl detailně prozkoumán až po roce 2000.
Po opuštění americkou armádou začalo být letiště využíváno ke shromažďování německého obyvatelstva, připravovaného k odsunu. Mezi lednem a říjnem 1946 odtud bylo vypraveno 11 transportů s celkem 11 891 německy mluvícími obyvateli z Mariánských Lázní a přilehlého okresu.